# ميخائيل ماكي
ميخائيل ماكي هو قاضي وسياسي كندي، ولد في 22 مارس 1940 في Bouctouche ‏ في كندا. انتخب عضو الجمعية التشريعية لنيو برونزويك ‏.